# Robert Warner

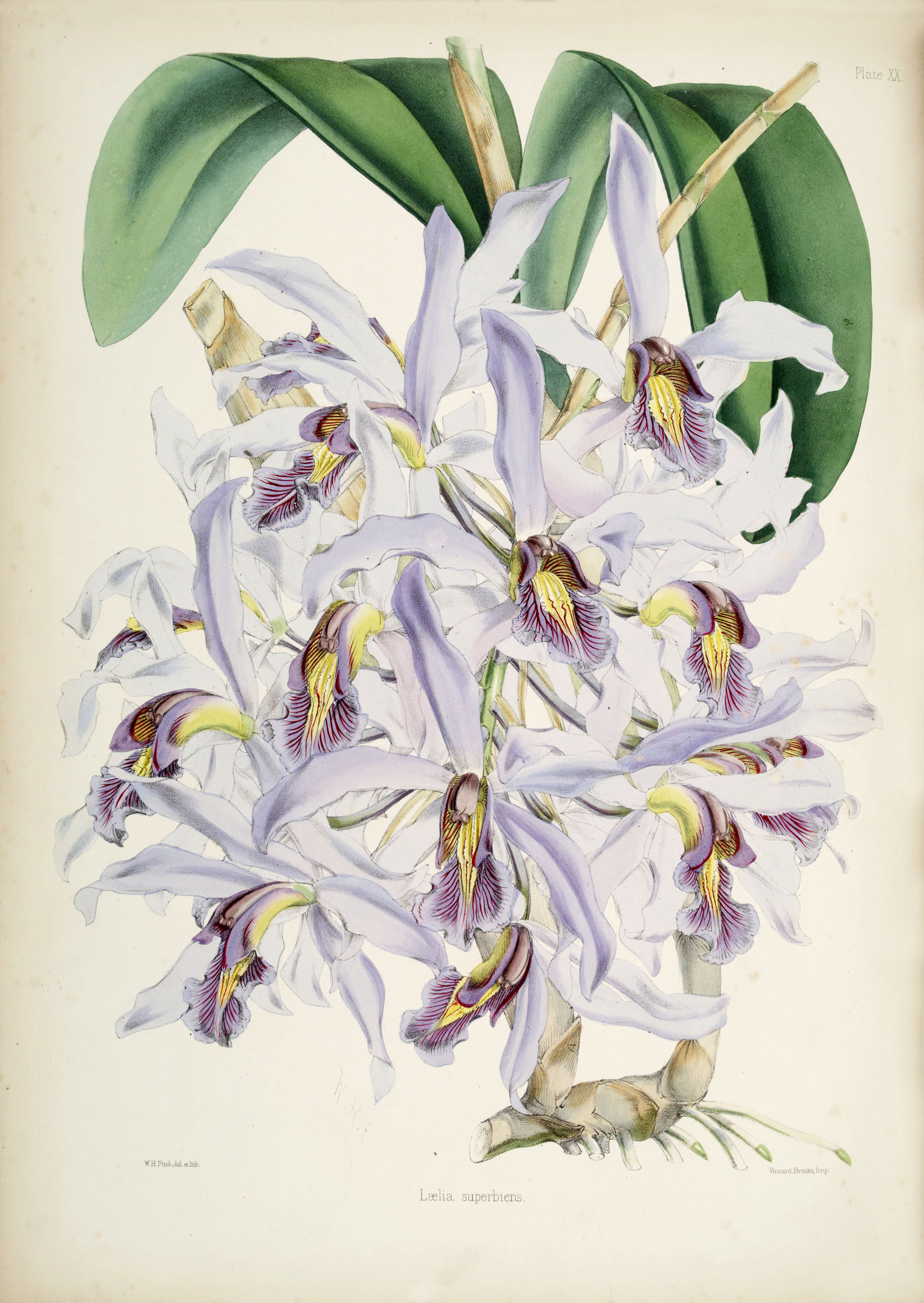
Ilustración del autor: Schomburgkia superbiens (orig. Laelia superbiens).

Robert Warner ( 1815 - 1896) fue un botánico e ilustrador estadounidense.

## Algunas publicaciones
- En coautoría con Benjamin Samuel Williams. 1862-1865. Select orchidaceous plants [1ª serie]. Publication info: London : L. Reeve, 1862-1865.

- La abreviatura «R.Warner» se emplea para indicar a Robert Warner como autoridad en la descripción y clasificación científica de los vegetales.[1]